# Rioux, Charente-Maritime
Rioux är en kommun i departementet Charente-Maritime i regionen Nouvelle-Aquitaine i västra Frankrike. Kommunen ligger  i kantonen Gémozac som ligger i arrondissementet Saintes. År 2022 hade Rioux 977 invånare.

## Befolkningsutveckling
Antalet invånare i kommunen Rioux
Referens:INSEE